# Sunnhordland tingrett

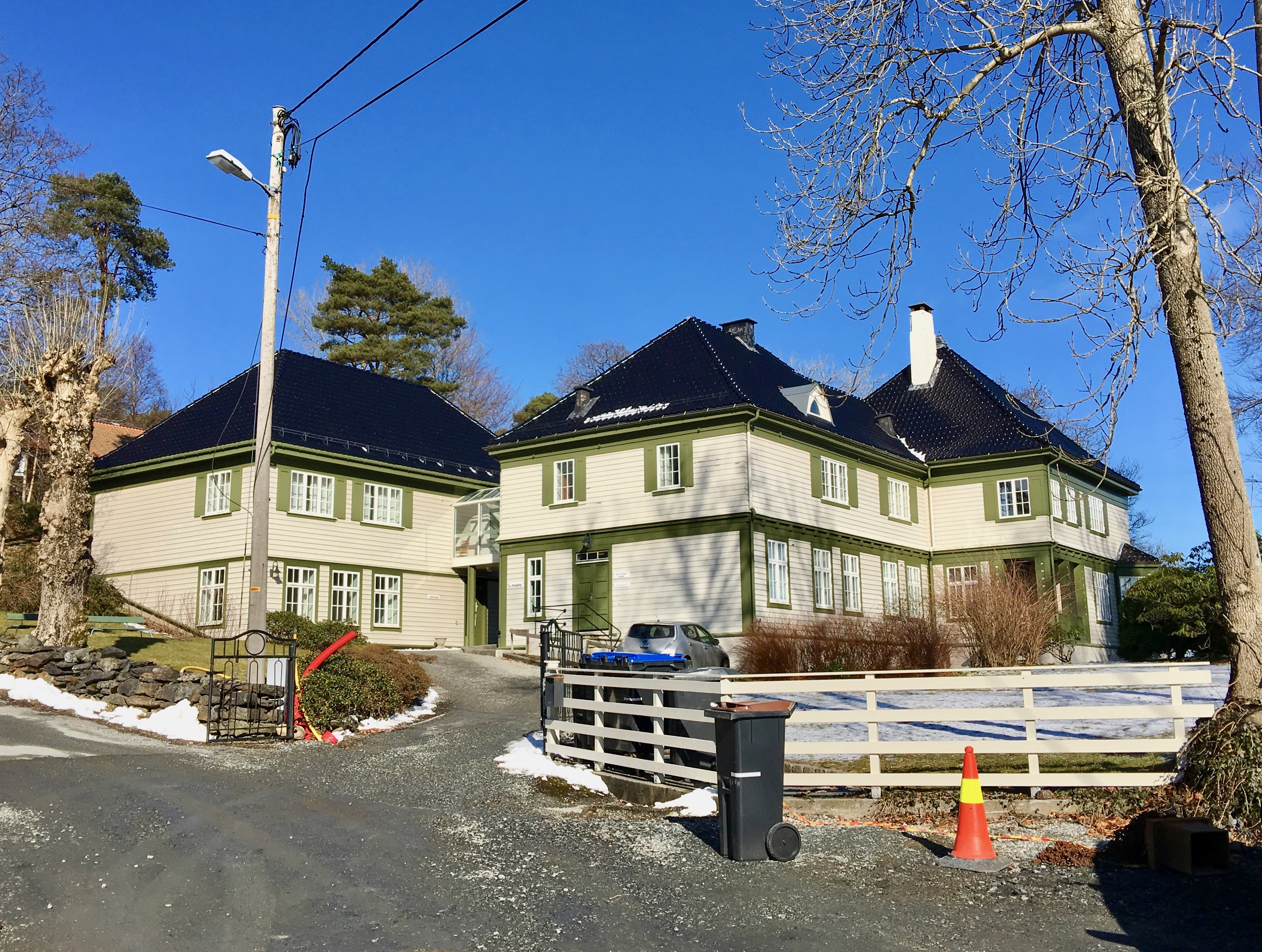
Het Tinghus in Leirvik

Sunnhordland tingrett is een tingrett (kantongerecht) in de Noorse fylke Vestland. Het gerecht is gevestigd in Leirvik. 
Het gerechtsgebied omvat de gemeenten Bømlo, Fitjar, Kvinnherad, Stord, Sveio en Tysnes. Sunnhordland maakt deel uit van het ressort van Gulating lagmannsrett. In zaken waarbij beroep is ingesteld tegen een uitspraak van Sunnhordland zal de zitting van het lagmannsrett meestal worden gehouden in Bergen. 